# تجارة دولية

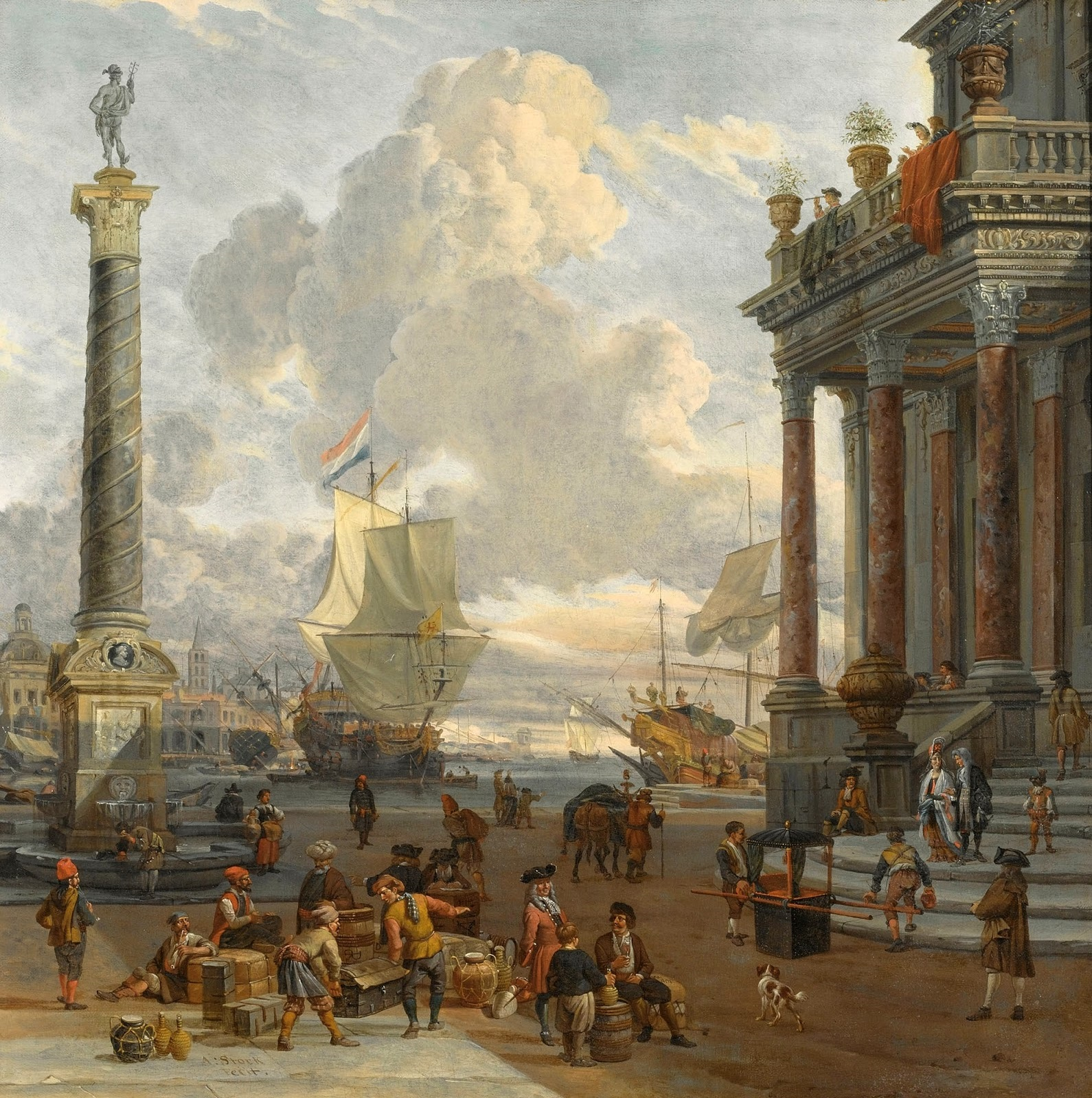

التجارة الدولية هي تبادل السلع والخدمات عبر الحدود والمناطق المختلفة، وتشكل حصة كبيرة من الناتج المحلي الإجمالي في مختلف البلدان.
أما التجارة الخارجية هي حركة السلع والخدمات وأنتقال رأس المال بين أقطار العالم المختلفة وما يتعلق بهذا الأنتقال عبر الحدود من عمليات تجارية ممكنة كالنقل والتأمين والخدمات الأضافية الأخرى.

## لمحة تاريخية
بدأت التجارة الدولية منذ قديم الزمان ومن الأمثلة عليه ما يعرف بطريق الحرير، ولكن في القرون الأخيرة زادت أهمية هذه التجارة سواء اقتصاديا أو سياسيا أو اجتماعيا.
وقد ساهمت الثورة الصناعية كثيرا في تعزيز أهمية هذه التجارة والذي ساهم أيضا هو تطور وسائل النقل والعولمة والشركات متعددة الجنسيات. وقد عبر المجتمع الدولي عن أهمية التجارة من خلال إطلاق اتفاقية الجات ثم منظمة التجارة العالمية(WTO) التي يراد لها ان تنظم العمل التجاري العالمي، على الرغم من وجود اختلاف في وجهات النظر من حيث الفوائد المرجوة من هذه المنظمة، ولمن ستكون المصلحة في أنشطتها.

## مجالات التجارة الدولية
المجالات كثيرة جدا، فمنها المنتجات الزراعية والصناعية وغيرها.

## مركز التجارة الدولية
تم إنشاء المركز في عام 1964م، اثر قرار للدول المشاركة في مفاوضات الجات، وفي عام 1968م، قرر مؤتمر الأمم المتحدة للتجارة والتنمية (الأونكتاد) مشاركة الجات في رعايته. ويعتبر المركز أداة التعاون التقني بين كل من منظمة التجارة العالمية ومؤتمر الأمم المتحدة للتجارة والتنمية (الأونكتاد) لمظاهر تشغيل وتوجيه الاستثمارات بهدف تطوير التجارة العالمية، وفي عام 1973م، تم اعتبار المركز والجهاز المسؤول داخل منظومة الأمم المتحدة عن التعاون التقني لتطوير التجارة. ومن خلال هذه المسؤولية يعمل المركز مع كل من الدول النامية والدول التي تمر الأنظمة الاقتصادية فيها من الاقتصاد الموجه إلى الاقتصاد الرأسمالي من اجل وضع برامج فعالة لتنشيط التجارة وذلك بالتوازي مع نشأة منظمة التجارة العالمية التي حلت محل الجات.

## الاختلافات بين التجارة الدولية والتجارة المحلية
التجارة الدولية، من حيث المبدأ، ليست مختلفة عن التجارة المحلية حيث لا تتغير الدوافع والسلوك للأطراف المشاركة في التجارة بشكل أساسي بغض النظر عما إذا كانت التجارة عبر الحدود أم لا.
ومع ذلك، من الناحية العملية، فإن تنفيذ التجارة على المستوى الدولي أكثر تعقيدًا من التجارة المحلية. يكمن الاختلاف الرئيسي في أن التجارة الدولية عادة ما تكون أكثر تكلفة من التجارة المحلية. ويعزى ذلك إلى حقيقة أن التجارة عبر الحدود عادة ما تستلزم تكاليف إضافية مثل التعريفات الصريحة وكذلك الحواجز غير التعريفية الصريحة أو الضمنية مثل تكاليف الوقت (بسبب التأخيرات الحدودية)، والاختلافات اللغوية والثقافية، وسلامة المنتج، والنظام القانوني.
ومن الاختلافات الأخرى بين التجارة المحلية والدولية أن عوامل الإنتاج مثل رأس المال والعمالة تكون أكثر تنقلًا داخل بلد واحد مقارنة بالبلدان الأخرى. وبالتالي، فإن التجارة الدولية مقصورة إلى حد كبير على التجارة في السلع والخدمات، وفقط إلى حد أقل على التجارة في رأس المال أو العمالة أو عوامل الإنتاج الأخرى. ويمكن أن تكون التجارة في السلع والخدمات بمثابة بديل للتجارة في عوامل الإنتاج. بدلاً من استيراد عامل إنتاج، يمكن للدولة استيراد السلع التي تستخدم هذا عامل الإنتاج بكثافة وبالتالي تجسده. مثال على ذلك هو استيراد الولايات المتحدة للسلع كثيفة العمالة من الصين. بدلاً من استيراد العمالة الصينية، تستورد الولايات المتحدة السلع التي تم إنتاجها بالعمالة الصينية. وأشار تقرير صدر عام 2010 إلى أن التجارة الدولية زادت عندما استضافت دولة ما شبكة من المهاجرين، ولكن التأثير التجاري ضعف عندما اندمج المهاجرون في بلدهم الجديد.

## التجارة الدولية مقابل الإنتاج المحلي
الأمن الغذائي
الجدل حول المقايضات بين الإنتاج الغذائي المحلي والإنتاج الغذائي البعيد محاط بالجدل مع وجود دراسات محدودة تقارن التأثير البيئي، ويحذر العلماء من ضرورة مراعاة التأثيرات البيئية المحددة إقليميًا. أشارت دراسة أجريت عام 2020 إلى أن إنتاج المحاصيل الغذائية المحلية وحدها لا يمكن أن تلبي الطلب على معظم المحاصيل الغذائية مع "أنماط الإنتاج والاستهلاك الحالية" ومواقع إنتاج الغذاء في وقت الدراسة بالنسبة لـ 72-89٪ من سكان العالم ونطاقات نصف قطر 100 كم اعتبارًا من أوائل عام 2020. وجدت الدراسات أن "أميال الغذاء" هي عامل ثانوي نسبي لانبعاثات الكربون، على الرغم من أن زيادة التوطين الغذائي قد تمكن أيضًا من تحقيق فوائد بيئية إضافية وأكثر أهمية، مثل إعادة تدوير الطاقة والمياه والمغذيات. بالنسبة للأطعمة المحددة، قد تجعل الاختلافات الإقليمية في مواسم الحصاد استيرادها من المناطق البعيدة أكثر مراعاة للبيئة من الإنتاج والتخزين المحلي أو الإنتاج المحلي في البيوت البلاستيكية.
الاختلافات النوعية والاقتصادية
قد توجد اختلافات نوعية بين المنتجات البديلة من مناطق الإنتاج المختلفة بسبب المتطلبات القانونية المختلفة ومعايير الجودة أو مستويات مختلفة من التحكم التي يمكن أن تتمتع بها نظم الإنتاج والحوكمة المحلية، والتي قد يكون لها جوانب من الأمن تتجاوز الأمن الموارد، وحماية البيئة، وجودة المنتج وتصميمه وصحة الإنسان. وقد تختلف أيضًا عملية تحويل العرض وكذلك حقوق العمال.
وقد تم الإبلاغ عن زيادة الإنتاج المحلي في العمالة المحلية في العديد من الحالات. وزعمت دراسة أجريت عام 2018 أن التجارة الدولية يمكن أن تزيد من العمالة المحلية. وجدت دراسة أجريت عام 2016 أن العمالة المحلية وإجمالي الدخل العمالي في كل من التصنيع وغير التصنيع تأثرا سلبًا بالتعرض المتزايد للواردات.
قد يتطلب الإنتاج المحلي في البلدان ذات الدخل المرتفع، بدلاً من المناطق البعيدة، أجورًا أعلى للعمال. تحفز الأجور الأعلى الأتمتة  التي يمكن أن تسمح بإعادة تخصيص وقت العمال الآلي من قبل المجتمع وآلياتها الاقتصادية أو تحويلها إلى وقت يشبه وقت الفراغ.
التخصص وكفاءة الإنتاج والاختلافات الإقليمية
قد يتطلب الإنتاج المحلي نقل المعرفة ونقل التكنولوجيا وقد لا يتمكن من المنافسة في الكفاءة في البداية مع الصناعات والشركات المتخصصة والمستقرة، أو في الطلب الاستهلاكي دون تدابير سياسية مثل التعريفات البيئية. قد تتسبب الاختلافات الإقليمية في أن تكون مناطق معينة أكثر ملاءمة لإنتاج معين، مما يزيد من مزايا التجارة المحددة مقارنة بالإنتاج المحلي المحدد. قد لا تتمكن أشكال المنتجات المحلية شديدة التوطين من تحقيق كفاءة الإنتاج على نطاق واسع للغاية والمركّز للغاية من حيث الكفاءة، بما في ذلك التأثير البيئي.
أمن الموارد
أجرى تحليل منهجي، وربما الأول على نطاق واسع، متعدد القطاعات، حول المياه والطاقة والأراضي في الأمن في 189 دولة، يربط الاستهلاك الإجمالي والقطاعي بالمصادر، وأظهر أن البلدان والقطاعات معرضة بشدة للاستغلال المفرط وغير الآمن والمُهَدِّد لمثل هذه الموارد مع انخفاض أمن سلاسل التوريد العالمية بسبب العولمة الاقتصادية. وجدت دراسة عام 2020 أن معظم البلدان تظهر تعرضًا أكبر لمخاطر الموارد من خلال التجارة الدولية - بشكل أساسي من مصادر الإنتاج البعيدة - وأن تنويع شركاء التجارة من غير المرجح أن يساعد البلدان والقطاعات على تقليل هذه المخاطر أو تحسين الاكتفاء الذاتي بالموارد.

## التجارة غير المشروعة

### تجارة الذهب غير المشروعة
كان عدد من الناس في أفريقيا، بما في ذلك الأطفال، يستخدمون أساليب غير رسمية أو "حرفية" لإنتاج الذهب. وفي حين كان الملايين يكسبون رزقهم من خلال التعدين على نطاق صغير، كانت حكومات غانا وتنزانيا وزامبيا تشكو من زيادة الإنتاج غير القانوني وتهريب الذهب. وفي بعض الأحيان كانت الإجراءات تنطوي على عمليات إجرامية وحتى تكاليف بشرية وبيئية. وكشفت التقارير الاستقصائية المستندة إلى بيانات صادرات أفريقيا أن كميات كبيرة من الذهب يتم تهريبها خارج البلاد عبر الإمارات العربية المتحدة، دون دفع أي ضرائب للدول المنتجة. كما عكس التحليل التناقضات في الكمية المصدرة من أفريقيا وإجمالي الذهب المستورد إلى الإمارات العربية المتحدة.
في يوليو 2020، سلط تقرير صادر عن منظمة سويس إيد الضوء على أن شركات تكرير المعادن الثمينة التي تتخذ من دبي مقراً لها، بما في ذلك مجموعة كالوتي للمجوهرات الدولية وشركة تراست ون للخدمات المالية (T1FS)، تلقت معظم ذهبها من دول أفريقية فقيرة مثل السودان. ونادراً ما كانت مناجم الذهب في السودان تحت سيطرة الميليشيات المتورطة في جرائم حرب وانتهاكات حقوق الإنسان. كما سلط تقرير سويس إيد الضوء على أن الذهب غير المشروع القادم إلى دبي من أفريقيا يتم استيراده بكميات كبيرة من قبل أكبر مصفاة في العالم في سويسرا، فالكامبي.,
وكشف تقرير آخر في مارس 2022 عن التناقض بين تجارة الذهب المربحة في دول غرب إفريقيا والمعاملات غير المشروعة. فمثل السودان وجمهورية الكونغو الديمقراطية وغانا ودول أخرى، تم تسجيل اختلافات في إنتاج الذهب في مالي وتجارتها مع دبي، الإمارات العربية المتحدة. حيث فرضت مالي، ثالث أكبر مصدر للذهب في إفريقيا، ضرائب فقط على أول 50 كجم من صادرات الذهب شهريًا، مما سمح للعديد من صغار عمال المناجم بالاستمتاع بالإعفاءات الضريبية وتهريب ذهب بقيمة ملايين الدولارات. في عام 2014، بلغ إنتاج مالي من الذهب 45.8 طنًا، بينما بلغ واردات الإمارات العربية المتحدة من الذهب 59.9 طنًا.,
في مايو 2024، كشف تقرير صادر عن سويس إيد أن المتلقي الرئيسي لعشرات المليارات من الدولارات من الذهب الأفريقي المهرب كل عام كانت الإمارات العربية المتحدة. بين عامي 2012 و 2022، تم تصدير 2596 طنًا من الذهب غير المعلن عنه من إفريقيا إلى الإمارات العربية المتحدة. في عام 2022 وحده، تم تصدير 435 طنًا (بقيمة حوالي 31 مليار دولار) من الذهب غير المعلن عنه من إفريقيا، وشكلت الإمارات العربية المتحدة 93٪ من الصادرات غير المعلن عنها. بعد الإمارات العربية المتحدة، كانت سويسرا والهند المستوردان الرئيسيان التاليان. ينتهي الأمر بأغلبية الذهب الحرفي المستخرج في 18 دولة أفريقية في الإمارات العربية المتحدة. وفقًا للوائح السويسرية، فإن مكان منشأ الذهب عادةً هو المكان الذي يتم تكريره فيه آخر مرة، ولهذا السبب يدخل الذهب المهرب المرتبط بالصراعات وانتهاكات حقوق الإنسان إلى سويسرا بشكل قانوني.
كشف تقرير للأمم المتحدة أن كبير الاستراتيجيين العالميين في شركة الموارد الدولية القابضة (IRH)، سبتين علي بهاي، من الإمارات العربية المتحدة، تواصل مع عدد من تجار الذهب في جمهورية الكونغو الديمقراطية. والشركة هي وحدة تابعة لشركة الموارد الدولية القابضة، التي يسيطر عليها الشيخ طحنون بن زايد. في عام 2023، استحوذت شركة الموارد الدولية القابضة على مجمع موباني للنحاس والكوبالت في زامبيا مقابل التزام باستثمار أكثر من مليار دولار في المنجم. كما كانت تبحث بقوة عن صفقات التعدين، وخاصة في أفريقيا، لتتحول إلى لاعب رئيسي في المعادن. كانت هناك بالفعل مخاوف من أن الإمارات العربية المتحدة كانت المتلقي الرئيسي لغالبية الذهب المهرب من جمهورية الكونغو الديمقراطية.